# Cassida atrofemorata
Cassida atrofemorata là một loài bọ cánh cứng trong họ Chrysomelidae. Loài này được Borowiec & Sassi miêu tả khoa học năm 2002.